# Lorelai Gilmore
Lorelai Victoria Gilmore (født 1968) er en fiktiv person i tv-serien Gilmore Girls spillet af Lauren Graham. Hun blev opkaldt efter sin farmor, Lorelai "Trix" Gilmore (Marion Ross), og er mor til Rory (Alexis Bledel).
Hun er opvokset i Hartford, Connecticut.
Hendes velhavende forældre Richard (Edward Herrmann) og Emily (Kelly Bishop) opdrog hende til at bliver en proper ung dame af god familie. De havde planlagt hendes fremtid i samfundet og havde arrangeret, at hun skulle præsenteres for samfundet efter sin 16-årige fødselsdag, men Lorelai var altid rebelsk og afstandstagende fra sin strukturerede, beskyttede opvækst. Følgerne heraf var graviditet som 16-årig, hvor hun fødte Rory og opkaldte hende efter sig selv.

## Biografi
Som teenager datede Lorelai Christopher Hayden (David Sutcliffe), søn af Straub (Peter Michael Goetz) og Francine (Cristine Rose), mens de gik i gymnasiet og blev gravid lige før sin samfundsdebut, hvilket gjorde hendes forældre skuffede og fik dem til at skamme sig. 
Christopher og Lorelais forældre prøvede at overbevise dem om, at de skulle gifte sig, hvilket Christopher var rede til, men Lorelai afviste. Da det gik op for hende, at hun havde veer, tog hun en taxa alene til hospitalet.
Efter at hendes datter, Lorelai "Rory" Leigh Gilmore, blev født, boede hun hos sine forældre i et år, før hun løb hjemmefra for at finde et job, hvilket hun fandt på "The Independence Inn" i Stars Hollow. Ejeren af kroen, Mia (først Elizabeth Franz, derefter Kathy Baker), tog hende ind, gav hende et job som rengøringsassistent og lod hende og Rory bo i baghaven i et renoveret skur. Lorelai arbejdede sig op gennem årene og blev til sidst forfremmet til administrerende direktør. På kroen mødte hun desuden sin bedste ven og kollega, Sookie St. James (Melissa McCarthy), en talentfuld kok.
Lorelai gik på Hartford Community College og fik en bachelorgrad i forretningsførelse, mens hun styrede "The Independence Inn".